# Canadian Securities Exchange
Die Canadian Securities Exchange (CSE) ist eine Börse in Kanada. Sie wird vom Unternehmen CNSX Markets betrieben. Über 500 Unternehmen aus Kanada, den Vereinigten Staaten und anderen Ländern sind in dieser Börse gelistet. Die Börse legt ihren Fokus auf kanadische Nebenwerte und bedient mit gelisteten Gesellschaften aus den Bereichen Cannabis und Blockchain auch die Nachfrage in diesen Segmenten.
Die CSE hat ihren Sitz im Bürogebäude First Canadian Place im Financial District von Toronto und hat einen weiteren Standort in Vancouver.
Die Europäische Wertpapier- und Marktaufsichtsbehörde betrachtet die CSE als einen Börsenplatz, der einem regulierten Markt im Sinne von EMIR in der Europäischen Union als gleichwertig angesehen wird.

## Börsen der Gruppe
Unter dem Dach der CNSX Markets Inc. Werden betrieben:
- Canadian Securities Exchange (CSE)
- Pure Trading

## Indizes
- CSE Composite Index
- CSE25 Index